# Red Bull Junior Team
Red Bull Junior Team er et talentprogram, der drives af det østrigske energidrikselskab Red Bull GmbH, der sigter mod at identificere potentielle fremtidige racerkører-talenter til formelbil-klasserne. De unge talentfulde kørere der er en del af programmet, modtager finansiering og støtte fra Red Bull, samtidig med at de konkurrere i lavere klasser.

## Historie
Red Bull Junior Team blev oprettet i 2001 som Red Bulls europæiske program, mens det lignende Red Bull Driver Search som nu er lukket, var en amerikansk udgave baseret på den samme idé. Det var i drift fra 2002 til 2005, og blandt kørerne derfra var Scott Speed, der kørte i Formel 1 for Toro Rosso i 2006 og 2007.
Programmet har været en succes i den forstand, at det har bragt en række kørere ind i Formel 1. I 2004 blev Christian Klien den første Red Bull junior-kører, som kørte i Formel 1, mens Sebastian Vettel i 2008 blev den første fra Red Bull-junior der vandt et Formel 1-løb. Red Bull ejer to hold i Formel 1, det største team Red Bull Racing, og Scuderia Toro Rosso, det tidligere Minardi. Scuderia Toro Rosso blev erhvervet i 2005, med det specifikke formål at give plads i Formel 1 for de unge kørere i junior-programmet.

## Red Bull Junior Team-kørere som har kørt i Formel 1
| Kører              | Sæson                | Konstruktør                                                             |
| ------------------ | -------------------- | ----------------------------------------------------------------------- |
| Christian Klien    | 2004–2006, 2010      | Jaguar Racing Red Bull HRT                                              |
| Narain Karthikeyan | 2005, 2011–2012      | Jordan Grand Prix HRT                                                   |
| Patrick Friesacher | 2005                 | Scuderia Minardi                                                        |
| Robert Doornbos    | 2005–2006            | Minardi Red Bull Racing                                                 |
| Vitantonio Liuzzi  | 2005–2007, 2009–2011 | Red Bull, Scuderia Toro Rosso Force India Hispania Racing F1 Team       |
| Scott Speed        | 2006–2007            | Scuderia Toro Rosso                                                     |
| Sebastian Vettel   | 2007–2016            | BMW Sauber F1 Team Scuderia Toro Rosso Red Bull Racing Scuderia Ferrari |
| Sébastien Buemi    | 2008–2011            | Scuderia Toro Rosso                                                     |
| Jaime Alguersuari  | 2009–2011            | Scuderia Toro Rosso                                                     |
| Karun Chandhok     | 2010–2011            | Hispania Racing F1 Team Team Lotus                                      |
| Daniel Ricciardo   | 2011–2016            | Hispania Racing F1 Team Scuderia Toro Rosso Red Bull Racing             |
| Jean-Éric Vergne   | 2012–2014            | Scuderia Toro Rosso                                                     |
| Daniil Kvjat       | 2014-2016            | Toro Rosso Red Bull Racing                                              |
| Carlos Sainz, Jr.  | 2015-2016            | Scuderia Toro Rosso                                                     |
| Max Verstappen     | 2015-2016            | Toro Rosso                                                              |
| Felipe Nasr        | 2015-2016            | Sauber                                                                  |